# Changium smyrnioides
Changium smyrnioides är en flockblommig växtart som beskrevs av H.Wolff. Changium smyrnioides ingår i släktet Changium och familjen flockblommiga växter. Inga underarter finns listade i Catalogue of Life.